# Personfråga
Personfråga är en fråga som främst fokuserar på en person och dennes egenskaper.
Det kan antingen handla om att någon framställs som en god person eller som en dålig person. I en saklig debatt föredras sakfrågor underbyggda med argument framför personfrågor. Varför en debattdeltagare tycker som den gör är överordnat vem som tycker som den gör.
Inom retoriken används begreppet ethos för att åsyfta en talares trovärdighet. När något blir en personfråga utgör istället någons förnuft (fronesis), dygd (arete) och välvilja (eunoia) fokus för diskussionen.